# CloudSim
CloudSim é um framework para modelação e simulação de infraestruturas e serviços de computação em nuvem. Originalmente criado nos laboratórios "Cloud Computing and Distributed Systems" (CLOUDS) na Universidade Australiana de Melbourne.
CloudSim se tornou um dos mais populares simuladores de nuvem de código aberto nas áreas de pesquisa cientifica e acadêmica. Ele é escrito completamente em Java, tendo sua última versão a v7.0.0, disponível no GitHub. O CloudSim é perfeito para implementar simulações em cenários baseados em Iaas (Infrastructure as a Service) e Paas (Platform as a Service), então, comece por aqui.

## Extensões do CloudSim
Inicialmente desenvolvido como um simulador de nuvem autônomo, o CloudSim foi posteriormente expandido por pesquisadores independentes.
- GPUCloudSim[1][2] é uma ferramenta CloudSim melhorada para modelar infraestruturas em nuvem e data centers baseados em GPU. Ele oferece simulações para configurações multi-GPUs, políticas de GPU customizáveis, GPU remota, etc. Além de que ele examina o impacto de performance e interações com os ambientes de GPU virtuais.

- O CloudSim Plus [3] [4] é uma fork totalmente reprojetada do CloudSim que fornece simulação de computação em nuvem de uso geral e recursos exclusivos, como: simulações de várias nuvens, dimensionamento vertical e horizontal de VM, injeção e recuperação de falhas de host, simulações conjuntas de energia e rede e muito mais.
- Embora o próprio CloudSim não tenha uma interface gráfica, extensões como o CloudReports [5] oferecem uma GUI (Graphical User Interface) para simulações do CloudSim.
- O CloudSimEx [6] estende o CloudSim adicionando recursos de simulação MapReduce e simulações paralelas.
- O Cloud2Sim [7] [8] estende o CloudSim para execução em vários servidores distribuídos, aproveitando a estrutura de execução distribuída Hazelcast .
- RECAP DES [9]   estende a estrutura CloudSim Plus para modelar arquiteturas hierárquicas síncronas (como ElasticSearch).
- O ThermoSim [10] [11] estende o kit de ferramentas CloudSim incorporando características térmicas e usa o preditor de temperatura baseado em aprendizado profundo para nodes de nuvem.

## Links externos
- site oficial